# FAW Jilin
FAW Jilin (一汽吉林) — дочерняя компания First Automotive Works, основанная в 1980 году.

## Описание
Компания Jilin специализируется на производстве автомобилей особо малого класса и небольших фургонов. Штаб-квартира компании расположена в Гирине, провинция Цзилинь.
С 1987 года бренд Jilin принадлежит компании FAW. С октября 2005 по январь 2010 года существовало совместное предприятие FAW Jilin и Daihatsu Motor Co.
В 2019 году компания Shandong Baoya New Energy Automotive Co., Ltd. (Baoya New Energy) приобрела 70,5% акций FAW Jilin за 1,5 млрд юаней. В результате увеличения капитала и расширения акций доля FAW Group в FAW Jilin была размыта со 100% до 29,50%.

## Выпускаемые модели
- Jiabao V52/V55
- Jiabao V75/V77
- Jiabao V80
- Jiabao T51 (на базе Jiefang/Jiebao CA6350)
- Jiabao T50/T57 (на базе V52/V55)
- Jiefang T80/T90 (на базе Jiabao V80)

- FAW Jilin V52
- FAW Jilin Jiabao V77
- FAW Jilin Jiabao V80
- FAW Jilin Jiabao T51
- FAW Jilin Jiabao T80

## Модели, снятые с производства
- Senya S80
- Senya M80
- Senia R7
- Senia R7 C
- Senia R8
- Senia R9
- Jiabao V70
- Jiefang CA6361

- FAW Jilin Senya S80
- FAW Jilin Senya M80
- FAW Jilin Senia R7
- FAW Jilin Senia R9
- FAW Jilin Jiabao V70